# Clynotis barresi
Espèce
Clynotis barresi est une espèce d'araignées aranéomorphes de la famille des Salticidae.

## Répartition
Cette espèce n'a pour le moment été observée que sur deux archipels de Nouvelle-Zélande : les îles Auckland et les îles Campbell, dans la région subantarctique. C’est donc la Salticidae avec la répartition la plus australe connue actuellement.

## Description
La femelle mesure entre 5,5 et 7,1 mm et le mâle entre 5 et 6,2 mm. La femelle est d’un brun jaunâtre qui s’éclaircit encore dans la zone oculaire, avec un abdomen blanc crème. Le mâle est beaucoup plus foncé, presque noir avec une zone oculaire orangée. L'abdomen affiche la même couleur que celui de la femelle mais il est marqué de mouchetures brunes sur les marges et d’une large bande dorsale qui se termine en chevrons à l’arrière.

## Systématique
L'espèce a été décrite en 1909 par Henry Roughton Hogg,.

## Publication originale
- (en) Henry Roughton Hogg, « Spiders and Opiliones from the subantarctic islands of New Zealand », The Subantarctic islands of New Zealand, vol. 1,‎ 1909, p. 155-181 (lire en ligne)

## Étymologie
Son épithète spécifique, barresi, lui a été donnée en l'honneur de Frederick Stuart Des Barres.